# Bernard Barbey
Pour les articles homonymes, voir Barbey (homonymie).
Bernard Barbey, né à Montcherand en Suisse le 2 juillet 1900 et mort à Boulogne-Billancourt le 25 janvier 1970, est un diplomate, écrivain et militaire vaudois. 

## Biographie
Après ses études à Genève et à Lausanne, Bernard Barbey se rend à Paris dans le but de s'y lancer dans une carrière littéraire. Il rencontre alors de nombreux écrivains dont Jean Cocteau, et collabore à La Revue hebdomadaire. Après la publication de son premier roman Le Cœur gros, en 1924, il devient proche de François Mauriac. Suivront dans l'entre-deux-guerres La Maladère (1926), Toute à tous (1930), Ambassadeur de France (1934), Le Crépuscule du matin (1938), ainsi qu'un recueil de nouvelles, La Maison d'illusion (1933).
En 1939, Bernard Barbey est major de l'armée suisse, puis est promu au grade de lieutenant-colonel le 31 décembre 1943[réf. nécessaire]. Il est nommé chef de l'état-major particulier du général de l'armée suisse Henri Guisan et rend compte de cette période dans un livre de souvenirs intitulé P.C. du Général (1947) qui a de grands retentissements dans la Suisse de l'après-guerre. Pendant cette période, Bernard Barbey joue un rôle important dans l'aide secrète apportée par la Confédération à la Résistance française,. 
À la démobilisation en 1945, il devient attaché culturel auprès de la Légation suisse à Paris et représentant de la Suisse à l'UNESCO. Son dernier roman, Chevaux abandonnés sur le champ de bataille, reçoit le Grand prix du roman de l'Académie française en 1951.
Bernard Barbey est décédé le 25 janvier 1970 dans un accident de la route à Boulogne-Billancourt.

## Relations avec François Mauriac
Bernard Barbey a suscité une violente passion amoureuse chez François Mauriac auquel il était venu demander conseil en 1924 pour son roman Le Cœur gros,. Cette passion infructueuse — qui dura de 1925 à 1927, et qui fut selon Paul Morand également partagée par sa femme Jeanne Mauriac — aurait eu une grande influence sur l'écrivain, aurait directement nourri l'écriture de la nouvelle Coup de couteau (1926) et serait en partie à l'origine de l'importante crise religieuse de Mauriac dans ces années.

## Œuvre
- 1924 : Le Cœur gros, éditions Grasset
- 1926 : La Maladère
- 1930 : Toute à tous
- 1933 : La Maison d'illusion
- 1934 : Ambassadeur de France
- 1938 : Le Crépuscule du matin
- 1947 : P.C. du Général
- 1951 : Chevaux abandonnés sur le champ de bataille, éditions Julliard
- 1967 : Aller et Retour, éditions de la Baconnière

## Sources bibliographiques
- A. Nicollier, H.-Ch. Dahlem, Dictionnaire des écrivains suisses d'expression française, vol. 1, p. 59-61
- R. Francillon, Histoire de la littérature en Suisse romande, vol. 2, p. 378-379
- Edouard Martinet, Portraits d'écrivains romands contemporains, p. 69-82
- Voix des lettres no 21, 1984, p. 13-19
- Hans-Ulrich Jost, Le salaire des neutres Suisse 1938-1948